# Deogarh (gond)
Per a la thikana feudataria de Mewar (Udaipur), vegeu Deogarh
Deogarh, també conegut com a Devgarh, és un poble del districte de Chhindwara en l'estat indi de Madhya Pradesh. Es troba 24 milles al sud-oest de Chhindwara, en la cresta dels turons.
Deogharh fou antigament la capital del regne dels gonds, que fou de gran importància a les darreries del segle xvii i principis del segle xviii. Els nombrosos pous, cisternes i edificis que hi ha mostren que la capital de Gond un cop es va estendre per una zona molt àmplia.

## Història
El regne gond de Deogarh fou un estat que va existir a Gondwana (Índia central) des del segle ix al XVIII, antecedent immediat del principat maratha de Nagpur.
Deogarh fou inicialment un regne gavali originat a Sirpur a la riba oest del Wardha; vers el 895 Bhima Balla, segons la tradició hauria fundat el regne, el qual fou conquerit pel gond Sarabasa, raja de Garha; els rages gond de Deogarh van tenir seu inicial a Harayagad, però van traslladar la capital a Deogarh en temps del raja Jatba vuitè successor de Sarabasa. Originalment els rages eren feudataris de Garha però quan aquest va quedar sota protectorat mogol amb Akbar, Deograh fou considerat un feu directe de l'imperi regnant aleshores l'esmentat Jatba (segons l'Ain-i-Akbari); en aquest temps Jatba disposava de dos mil cavalls, 50.000 soldats d'infanteria i 100 elefants; el sobirà va estendre el seu regne fins a la zona de Nagpur on va construir un fort i una posició avançada. Els seus descendents foren coneguts a Nagpur com "killevale-raje". Vers 1600 Jatba fou succeït pel seu fill Koka Shah. Quan va deixar de pagar tribut Shah Jahan va ordenar a Khan Dauran devastar el seu territori i el 1637 Khan Dauran va assetjar i ocupar Nagpur i va enderrocar els bastions. Koka Shah va anar de Nagpur a Deograh i va comprar la pau pagant mig lakh de rúpies i 170 elefants i Nagpur li fou restaurada. Una mica més tard Nagpur fou altre cop atacada i destruïda dues vegades més, la primera per Shah Nawaz i la següent pel llavors príncep Aurangzeb com a governador del Dècan, però la ciutat s'havia empobrit i només s'hi va trobar una vaca. A Koka Shah el va succeir Bakht Shah o Bakht Buland, el principal raja de la nisssaga. Bakht Buland fou enderrocat pels seus germans i va demanar ajut a Aurangzeb, ara emperador; aquest va acceptar a canvi que el raja s'havia de convertir a l'islam. Una vegada restaurat al tron, Bakht es va fer musulmà, però encara que menjava entre aquestos, les seves esposes havien de ser dones gonds d'acord amb el que havia pactat amb Aurangzeb. Els descendents de Bakh van seguir casant-se amb dones gonds i les cerimònies es feien segons el ritu hindú i tot seguit segons el ritu musulmà. Bakht Buland va estendre el seu regne fins a arribar al límit amb Berar; va fundar la ciutat de Nagpur reunint 12 petits llogarets coneguts com a Rajapur Barsa o Barasta. Va construir carreteres, va dividir la ciutat en seccions i hi va construir una forta muralla protectora; la vella Nagpur encara és coneguda com a Burhan Shah Kila del nom del darrer rei de la nissaga. Bakht Buland va morir vers el 1706. El seu regne incloïa els futurs districtes de Chindvada i de Betul i parts dels de Nagpur, Sivani, Bhandara i Balaghat. Als darrers anys del govern d'Aurangzeb, Bakht Buland va fer expedicions a la riba del Wardha, i en revenja l'emperador lo va retirar el títol de Bakht Buland (Gran Fortuna) i li va donar el de Nigun Bakht (Desgraciat) i sembla que va enviar un exèrcit per castigar-lo, del que no se sap res. L'administració de Deogarh estava en mans del raja o sultà, sota el qual hi havia una sèrie de caps subordinats amb títols de raja, rais o thakur, que gaudien d'un considerable poder.
El fill i successor de Bakht, Chand Sultan, va aprofitar l'enfonsament de l'Imperi Mogol després de la mort d'Aurangzeb i es va apoderar de Paunar a Berar, una posició militar estratègica. Va romandre allí per més de vint anys. A la mort del sobirà el 1738 el va succeir el seu fill legítim Bahadur Shah, però el fill il·legítim Wali Shah el va matar i va ocupar el poder. Els dos germans legítims de Bahadur Sah, Burhan i Akbar, que tenien menys de 20 anys, eren els successors legítims i la seva mare Rani Ratankuvar, va demanar ajut a Raghuji Bhonsle que governava Berar per compte del peshwa maratha. La família Bhonsle o Bhonsla era una nissaga de caps locals de Deora, un poble del districte de Satara, del que tenien el títol de raja. L'avi de Raghuji i dos germans havien lluitat a l'exèrcit de Sivaji i el més distingit d'ells va rebre un alt comandament militar i la recaptació del chauth (un quart de l'impost) a Berar. Quan Raghuji fou cridat pels joves prínceps gonds, va marxar de Bham on es trobava i va expulsar del tron l'usurpador Wali Shah al que va fer presoner, i els va posar al tron; tot seguit es va retirar amb una considerable recompensa i un terç del territori. Aviat van esclatar dissensions entre el dos germans i el 1743 Raghuji va tornar a intervenir a petició del germà gran Burhan Shah i va expulsar a l'altra germà; però aquesta vegada Raghuji no va marxar sinó que es va emparar del poder a l'estat i encara que Burhan Shah va romandre com a sobirà nominal, el cap maratha va exercir el poder efectiu. En anys posteriors Raghuji I va fer diverses expedicions: per dues vegades va envair Bengala i va aconseguir la cessió de Cuttack. Chanda, Chhattisgarh i Sambalpur foren afegides als seus dominis entre 1745 i 1755, any en què va morir (el 21 de febrer).